# Черч-авеню (линия Калвер, Ай-эн-ди)
|     |   |   |     |     |   |   |     |
| · л | · | · | · э | · э | · | · | · л |

|     |   |   |     |     |   |   |     |
| · л | · | · | · э | · э | · | · | · л |

«Черч-авеню» (англ. Church Avenue) — станция Нью-Йоркского метрополитена, расположенная на линии Калвер, Ай-эн-ди. Станция находится в Бруклине, в округе Кенсингтон, на пересечении Черч-авеню с Макдональд-авеню. На станции останавливаются маршруты: F (круглосуточно), <F> (в часы пик в пиковом направлении) и G (круглосуточно). Станция является южной конечной для маршрута G. Экспресс-пути используются маршрутом <F> (в часы пик в пиковом направлении). Локальные пути используются маршрутами F (круглосуточно) и G (круглосуточно).
Станция состоит из двух островных платформ прямой формы, расположенных на четырёхпутном участке линии. Станция отделана плиткой в темно-бордовых и фиолетовых тонах. Название станции имеется как на стенах, так и на колоннах. Станция очень часто используется для съёмок.
Над платформой во всю её длину располагается мезонин. С концов каждой платформы туда поднимаются лестницы: в мезонине расположены турникетные павильоны. Круглосуточно открытый выход расположен с южного конца станции. Он представлен не только лестницами, но и лифтами для пассажиров-инвалидов, установленными в ходе реконструкции 2008 года. Здесь также имеются туалеты. Этот выход приводит к перекрёстку Черч-авеню с Макдональд-авеню — отсюда название станции. Второй выход расположен с северного конца станции, причём обеспечивает только выход со станции. Он приводит к перекрёстку Альбемарл-авеню с Макдональд-авеню.
К югу от станции имеются четыре тупиковых пути, которые расположены ниже основной трассы и используются для оборота и отстоя составов (маршрут G). Чуть дальше, перед выходом линии на эстакаду, локальные и экспресс-пути южного направления сливаются — на эстакаде линия уже только трёхпутная.
28 ноября 1949 года на станции произошёл печальный инцидент. Пожаловавшись на головокружение, на пути под колёса прибывающего поезда с платформы упал знаменитый тогда атлет Джек Лавлок. Он насмерть был сбит поездом.

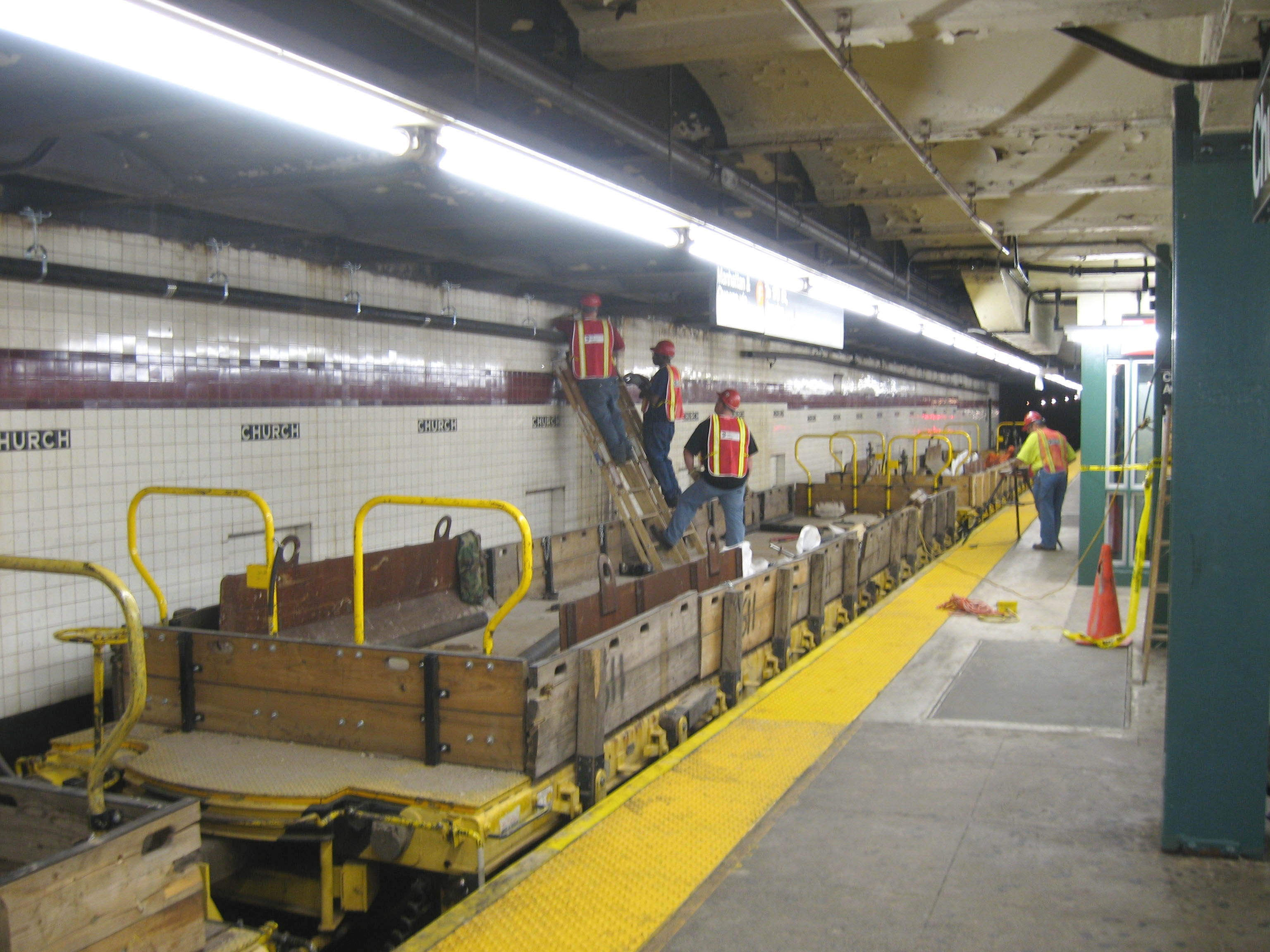
Реконструкция на станции
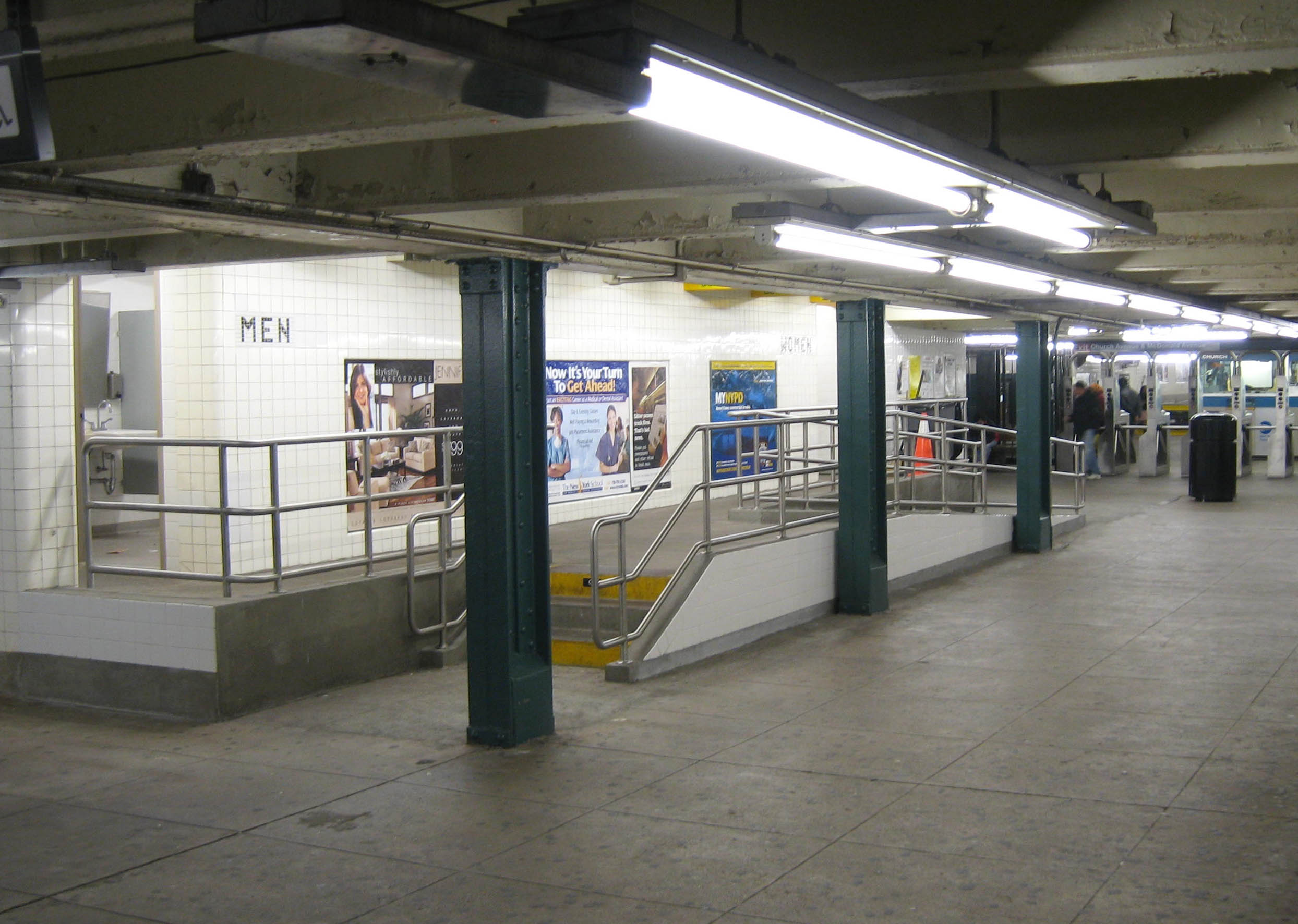
Туалеты